# Lijst van rijksmonumenten aan de Herengracht (Amsterdam, Noordwest)
Een overzicht van de 423 rijksmonumenten aan de Herengracht in Amsterdam.
Het overzicht is opgesplitst in drie delen. Dit is het noordwestelijk deel vanaf de Brouwersgracht tot de Raadhuisstraat. Dit zijn de nummers 1 t/m 211 aan de oneven zijde en 2 t/m 184 aan de even zijde. 
Zie ook de lijst van het zuidwestelijk  gedeelte vanaf de Raadhuisstraat tot de Leidsestraat. Dat zijn de nummers 213 t/m 433 aan de oneven zijde en 186 t/m 424 aan de even zijde.
Zie ook de lijst van het zuidelijke gedeelte  vanaf de Leidsestraat tot de Amstel. Dat zijn de nummers 435 t/m 627 aan de oneven zijde en 426 t/m 598 aan de even zijde.
| Object | Oorspronkelijke functie?  | Bouwjaar                         | Architect              | Locatie                | Coördinaten?                  | Nr.?   | Afbeelding                                                                                      |
| --- | ------------------------- | -------------------------------- | ---------------------- | ---------------------- | ----------------------------- | ------ | ----------------------------------------------------------------------------------------------- |
| Hoekpand met halsgevel en pothuis | Gebouw                    | tweede kwart 18e eeuw            |                        | Herengracht 1          | 52° 22' 45" NB, 4° 53' 32" OL | 1510   | Meer afbeeldingen                                                                               |
| Huis met klokgevel en bovenlicht met snijraamhek | Gebouw                    | 17e eeuw                         |                        | Herengracht 7          | 52° 22' 44" NB, 4° 53' 32" OL | 1511   | Meer afbeeldingen                                                                               |
| Pand met gevel onder rechte lijst met consoles | Gebouw                    | mogelijk eerste kwart 19e eeuw   |                        | Herengracht 15         | 52° 22' 44" NB, 4° 53' 31" OL | 1512   | Meer afbeeldingen                                                                               |
| Hotel New York | Gebouw                    | eerste kwart 18e eeuw            |                        | Herengracht 19         | 52° 22' 44" NB, 4° 53' 31" OL | 1513   | Meer afbeeldingen                                                                               |
| Pand met halsgevel | Woonhuis                  | tweede helft 17e eeuw            |                        | Herengracht 21         | 52° 22' 44" NB, 4° 53' 31" OL | 1514   | Meer afbeeldingen                                                                               |
| Huis met gevel onder rechte lijst met consoles | Gebouw                    | 17e of 18e eeuw (kern)           |                        | Herengracht 25         | 52° 22' 43" NB, 4° 53' 31" OL | 1515   | Meer afbeeldingen                                                                               |
| Eenvoudig pand met trapgevel | Gebouw                    | ca. 1900                         |                        | Herengracht 27         | 52° 22' 43" NB, 4° 53' 31" OL | 1516   | Eenvoudig pand met trapgevel                                                                    |
| Pand met halsgevel | Gebouw                    | tweede kwart 18e eeuw            |                        | Herengracht 31         | 52° 22' 43" NB, 4° 53' 31" OL | 1517   | Pand met halsgevel                                                                              |
| Hoekpand met halsgevel | Gebouw                    | 17e/18e eeuw                     |                        | Herengracht 35         | 52° 22' 42" NB, 4° 53' 30" OL | 1518   | Meer afbeeldingen                                                                               |
| Pand met klokgevel bekroond door twee horens van overvloed | Gebouw                    | laatste helft 17e eeuw           |                        | Herengracht 33         | 52° 22' 43" NB, 4° 53' 31" OL | 1519   | Pand met klokgevel bekroond door twee horens van overvloed                                      |
| Pakhuis met klokgevel | Gebouw                    | 18e eeuw                         |                        | Herengracht 37A        | 52° 22' 42" NB, 4° 53' 30" OL | 1520   | Meer afbeeldingen                                                                               |
| Pakhuis met klokgevel en siersmeedwerk in de pui | Gebouw                    | derde kwart 18e eeuw             |                        | Herengracht 39         | 52° 22' 42" NB, 4° 53' 30" OL | 1521   | Meer afbeeldingen                                                                               |
| Pakhuis met puntgevel en houten pui | Gebouw                    | 17e eeuw                         |                        | Herengracht 43         | 52° 22' 42" NB, 4° 53' 30" OL | 1522   | Meer afbeeldingen                                                                               |
| Pakhuis met puntgevel en houten pui | Gebouw                    | mogelijk 17e eeuw                |                        | Herengracht 45         | 52° 22' 42" NB, 4° 53' 30" OL | 1523   | Meer afbeeldingen                                                                               |
| Pand met gevel onder rechte lijst | Gebouw                    | mogelijk 18e eeuw en later       |                        | Herengracht 49         | 52° 22' 41" NB, 4° 53' 29" OL | 1524   | Meer afbeeldingen                                                                               |
| Pand met gevel onder verhoogde gesneden lijst | Gebouw                    | tweede kwart 18e eeuw            |                        | Herengracht 51         | 52° 22' 41" NB, 4° 53' 29" OL | 1525   | Meer afbeeldingen                                                                               |
| Pand met gevel onder rechte lijst met consoles en met gesneden deur en snijraam                                                                                            | Gebouw                    | tweede kwart 19e eeuw            |                        | Herengracht 53         | 52° 22' 41" NB, 4° 53' 29" OL | 1526   | Meer afbeeldingen                                                                               |
| Pand met halsgevel | Gebouw                    | eerste kwart 18e eeuw            |                        | Herengracht 55         | 52° 22' 41" NB, 4° 53' 29" OL | 1527   | Meer afbeeldingen                                                                               |
| Pand met halsgevel met een zuil en de huisnaam in de afdekking | Gebouw                    | eerste helft 18e eeuw            |                        | Herengracht 57         | 52° 22' 41" NB, 4° 53' 29" OL | 1528   | Meer afbeeldingen                                                                               |
| Pand met pilaster-halsgevel met oeils-de-boeuf voorzien van een pui met gesneden deur                                                                                      | Woonhuis                  | 1659                             |                        | Herengracht 59         | 52° 22' 41" NB, 4° 53' 28" OL | 1529   | Meer afbeeldingen                                                                               |
| Pand met halsgevel met oeils-de-boeuf | Gebouw                    | tweede helft 17e eeuw            |                        | Herengracht 61         | 52° 22' 40" NB, 4° 53' 28" OL | 1530   | Meer afbeeldingen                                                                               |
| Pand met halsgevel met oeils-de-boeuf | Gebouw                    | tweede helft 17e eeuw            |                        | Herengracht 63         | 52° 22' 40" NB, 4° 53' 28" OL | 1531   | Meer afbeeldingen                                                                               |
| Pand met gevel onder lijst en dak | Gebouw                    | 18e/19e eeuw                     |                        | Herengracht 65A        | 52° 22' 40" NB, 4° 53' 29" OL | 1532   | Meer afbeeldingen                                                                               |
| Pand met gevel onder verhoogde lijst | Gebouw                    | mogelijk 18e eeuw                |                        | Herengracht 67I        | 52° 22' 40" NB, 4° 53' 28" OL | 1533   | Meer afbeeldingen                                                                               |
| Pand met klokgevel onder gelobde afdekking | Gebouw                    | ca. 1750                         |                        | Herengracht 69I        | 52° 22' 40" NB, 4° 53' 28" OL | 1534   | Meer afbeeldingen                                                                               |
| Pakhuis met puntgevel waarin wapenschilden | Gebouw                    | 18e eeuw                         |                        | Herengracht 71         | 52° 22' 40" NB, 4° 53' 28" OL | 1359   | Meer afbeeldingen                                                                               |
| Pand met pilastergevel waarvan de top in een punt is gewijzigd | Gebouw                    | midden 17e eeuw                  |                        | Herengracht 73         | 52° 22' 40" NB, 4° 53' 28" OL | 1536   | Meer afbeeldingen                                                                               |
| Pand met gepleisterde gevel onder lijst met triglyfen en consoles | Gebouw                    | 18e/19e eeuw                     |                        | Herengracht 75         | 52° 22' 39" NB, 4° 53' 27" OL | 1537   | Meer afbeeldingen                                                                               |
| Hoekhuis, met trapgevel, versierd in de trant met grote boogblokken en voorzien van een pui met deurpartij en van pothuizen tegen de voorgevel en de overgebouwde zijgevel | Gebouw                    | 17e eeuw                         |                        | Herengracht 77         | 52° 22' 39" NB, 4° 53' 27" OL | 1538   | Meer afbeeldingen                                                                               |
| Hoekhuis met halsgevel en met een pothuis tegen de zijgevel | Gebouw                    | ca. 1800                         |                        | Herengracht 79         | 52° 22' 39" NB, 4° 53' 27" OL | 1539   | Meer afbeeldingen                                                                               |
| Pand met trapgevel, versierd in de trant met grote boogblokken | Woonhuis                  | tweede kwart 17e eeuw            |                        | Herengracht 81         | 52° 22' 39" NB, 4° 53' 30" OL | 1540   | Meer afbeeldingen                                                                               |
| Pand met gevel onder rechte triglyfenlijst met consoles | Gebouw                    | laatste kwart 18e eeuw           |                        | Herengracht 83         | 52° 22' 39" NB, 4° 53' 27" OL | 1541   | Pand met gevel onder rechte triglyfenlijst met consoles                                         |
| Pand met klokgevel met gesneden deur | Gebouw                    | 18e eeuw                         |                        | Herengracht 85         | 52° 22' 38" NB, 4° 53' 26" OL | 1542   | Meer afbeeldingen                                                                               |
| Pand met halsgevel | Gebouw                    | eerste kwart 18e eeuw            |                        | Herengracht 87         | 52° 22' 38" NB, 4° 53' 26" OL | 1543   | Meer afbeeldingen                                                                               |
| Pand met pilaster-halsgevel | Gebouw                    | 1657                             |                        | Herengracht 91A        | 52° 22' 38" NB, 4° 53' 26" OL | 1544   | Meer afbeeldingen                                                                               |
| Pand met gevel onder lijst met consoles | Gebouw                    | 18e eeuw                         |                        | Herengracht 93         | 52° 22' 38" NB, 4° 53' 26" OL | 1545   | Pand met gevel onder lijst met consoles                                                         |
| Pand met gevel onder gesneden lijst met consoles met puilijst en deur uit dezelfde tijd en later snijraamhek                                                               | Gebouw                    | laatste kwart 18e eeuw           |                        | Herengracht 95         | 52° 22' 38" NB, 4° 53' 26" OL | 1547   | Meer afbeeldingen                                                                               |
| Pand met gevel onder recht lijst | Gebouw                    | 18e/19e eeuw                     |                        | Herengracht 99         | 52° 22' 37" NB, 4° 53' 25" OL | 1546   | Meer afbeeldingen                                                                               |
| Pand met gevel onder rechte lijst | Gebouw                    | midden 19e eeuw                  |                        | Herengracht 103        | 52° 22' 37" NB, 4° 53' 25" OL | 1548   | Meer afbeeldingen                                                                               |
| Hoekhuis met gevel onder gesneden lijst met dakkapel en met geblokte pui                                                                                                   | Gebouw                    | 17e/18e/19e eeuw                 |                        | Herengracht 2          | 52° 22' 45" NB, 4° 53' 29" OL | 1693   | Meer afbeeldingen                                                                               |
| Huis met gevel onder verhoogde lijst met consoles | Gebouw                    | 17e/18e eeuw                     |                        | Herengracht 4          | 52° 22' 44" NB, 4° 53' 29" OL | 1694   | Meer afbeeldingen                                                                               |
| Pand met vierraamsgevel met empire deur in gesneden deuromlijsting | Gebouw                    | 18e/19e eeuw                     |                        | Herengracht 10         | 52° 22' 44" NB, 4° 53' 29" OL | 1695   | Pand met vierraamsgevel met empire deur in gesneden deuromlijsting                              |
| Pand met gevel onder verhoogde stenen lijst en gebeeldhouwde attiek | Gebouw                    | eerste kwart 18e eeuw            |                        | Herengracht 12         | 52° 22' 44" NB, 4° 53' 28" OL | 1696   | Meer afbeeldingen                                                                               |
| Pand met vierraams zandstenen gevel onder rechte lijst met gesneden fronton                                                                                                | Gebouw                    | derde kwart 18e eeuw             |                        | Herengracht 14A        | 52° 22' 43" NB, 4° 53' 28" OL | 1697   | Meer afbeeldingen                                                                               |
| Pand met halsgevel met vleugelstukken van bijzondere vorm | Woonhuis                  | tweede kwart 18e eeuw            |                        | Herengracht 16         | 52° 22' 43" NB, 4° 53' 28" OL | 1698   | Meer afbeeldingen                                                                               |
| Huis met gevel onder rechte lijst met consoles en twee hijsbalken en met gesneden deuromlijsting                                                                           | Gebouw                    | 17e eeuw                         |                        | Herengracht 18         | 52° 22' 43" NB, 4° 53' 28" OL | 1699   | Meer afbeeldingen                                                                               |
| Pand met gevel onder lijst met consoles | Woonhuis                  | 18e/19e eeuw                     |                        | Herengracht 22         | 52° 22' 43" NB, 4° 53' 28" OL | 1701   | Meer afbeeldingen                                                                               |
| Pand met gevel onder lijst met consoles | Werk-woonhuis             | 18e/19e eeuw                     |                        | Herengracht 24         | 52° 22' 43" NB, 4° 53' 27" OL | 1702   | Meer afbeeldingen                                                                               |
| Pand met gevel onder rechte lijst met consoles | Gebouw                    | 18e eeuw                         |                        | Herengracht 26         | 52° 22' 42" NB, 4° 53' 27" OL | 1703   | Meer afbeeldingen                                                                               |
| Pand met halsgevel | Gebouw                    | eerste kwart 18e eeuw            |                        | Herengracht 28         | 52° 22' 42" NB, 4° 53' 27" OL | 1704   | Meer afbeeldingen                                                                               |
| Pand met gevel onder rechte lijst | Gebouw                    | eerste helft 19e eeuw            |                        | Herengracht 32         | 52° 22' 42" NB, 4° 53' 27" OL | 1705   | Meer afbeeldingen                                                                               |
| Het rechter gedeelte van herengracht 38 | Gebouw                    | 17e eeuw (oorsprong)             |                        | Herengracht 36         | 52° 22' 42" NB, 4° 53' 26" OL | 1706   | Meer afbeeldingen                                                                               |
| Pand met gevel met grote trappen en versiering met kleine blokjes | Gebouw                    | 17e eeuw                         |                        | Herengracht 38         | 52° 22' 42" NB, 4° 53' 26" OL | 1707   | Meer afbeeldingen                                                                               |
| Dubbel huis met hoge zandstenen gevel onder rechte lijst met consoles | Woonhuis                  | laatste kwart 18e eeuw           |                        | Herengracht 40         | 52° 22' 41" NB, 4° 53' 25" OL | 1708   | Meer afbeeldingen                                                                               |
| Pand met halsgevel met empire deur en kalf | Woonhuis                  | eerst kwart 18e eeuw             |                        | Herengracht 44         | 52° 22' 41" NB, 4° 53' 26" OL | 1709   | Meer afbeeldingen                                                                               |
| Pand met halsgevel met empire deurpartij | Woonhuis                  | eerste kwart 18e eeuw            |                        | Herengracht 46A        | 52° 22' 41" NB, 4° 53' 26" OL | 1710   | Meer afbeeldingen                                                                               |
| Pand met gepleisterde zandstenen gevel met triglyfenlijst, gebeeldhouwde balustrade en vensteromlijstingen                                                                 | Gebouw                    | derde kwart 18e eeuw             |                        | Herengracht 48         | 52° 22' 41" NB, 4° 53' 25" OL | 1711   | Meer afbeeldingen                                                                               |
| Dubbel huis met gevel onder rechte lijst en omlijste deurtravee | Gebouw                    | eerste kwart 19e eeuw            |                        | Herengracht 52A        | 52° 22' 40" NB, 4° 53' 25" OL | 1712   | Meer afbeeldingen                                                                               |
| Dubbel huis met vrij rijk versierde lijstgevel in traditionele vormen | Gebouw                    | 19e eeuw                         |                        | Herengracht 54         | 52° 22' 40" NB, 4° 53' 25" OL | 1713   | Dubbel huis met vrij rijk versierde lijstgevel in traditionele vormen                           |
| Pand met gevel in late hendrik de keysertrant met bovenste verdieping en lijst met consoles                                                                                | Woonhuis                  | 17e/18e eeuw                     |                        | Herengracht 56         | 52° 22' 39" NB, 4° 53' 24" OL | 1714   | Meer afbeeldingen                                                                               |
| Pand met gevel in late hendrik de keysertrant met bovenste verdieping en lijst met consoles                                                                                | Woonhuis                  | 17e/18e eeuw                     |                        | Herengracht 58         | 52° 22' 39" NB, 4° 53' 24" OL | 1715   | Meer afbeeldingen                                                                               |
| Pand met gevel onder rijk gebeeldhouwde verhoogde zandstenen lijst en attiek met gesneden deuromlijsting uit de bouwtijd en uitwendig in empirestijl gewijzigde deur       | Gebouw                    | 1734/1739                        |                        | Herengracht 60         | 52° 22' 39" NB, 4° 53' 24" OL | 1716   | Meer afbeeldingen                                                                               |
| Pand met gevel onder rechte stenen lijst met consoles | Gebouw                    | 1734/1739                        |                        | Herengracht 62         | 52° 22' 39" NB, 4° 53' 24" OL | 1717   | Meer afbeeldingen                                                                               |
| Pand met halsgevel met twee oeils-de-boeuf | Gebouw                    | 18e/19e eeuw                     |                        | Herengracht 64         | 52° 22' 39" NB, 4° 53' 24" OL | 1718   | Meer afbeeldingen                                                                               |
| Pand met gevel onder rechte lijst met consoles | Gebouw                    | tegen 1800                       |                        | Herengracht 66         | 52° 22' 38" NB, 4° 53' 24" OL | 1719   | Meer afbeeldingen                                                                               |
| Pand met vierraamsgevel onder rechte lijst met consoles en twee hijsbalken                                                                                                 | Woonhuis                  | 18e/19e eeuw                     |                        | Herengracht 68A        | 52° 22' 38" NB, 4° 53' 23" OL | 1720   | Meer afbeeldingen                                                                               |
| Huis achter gezamenlijke pilastergevel met het nr 72 | Woonhuis                  | 1633 (dakkapel)                  |                        | Herengracht 70         | 52° 22' 38" NB, 4° 53' 23" OL | 1721   | Meer afbeeldingen                                                                               |
| Huis achter gezamenlijke pilastergevel met het nr | Woonhuis                  | 1633 (dakkapel)                  |                        | Herengracht 72         | 52° 22' 38" NB, 4° 53' 23" OL | 1722   | Meer afbeeldingen                                                                               |
| Pand met klokgevel | Gebouw                    | derde kwart 18e eeuw             |                        | Herengracht 76A        | 52° 22' 38" NB, 4° 53' 23" OL | 1723   | Meer afbeeldingen                                                                               |
| Pand met halsgevel | Gebouw                    | tweede kwart 18e eeuw            |                        | Herengracht 78         | 52° 22' 37" NB, 4° 53' 23" OL | 1724   | Meer afbeeldingen                                                                               |
| Dubbel huis waarvan de tussen 1801 en 1806 gebouwde gevel een triglyfenlijst met gesneden fronton bezit                                                                    | Woonhuis                  | eerste kwart 18e eeuw            |                        | Herengracht 109        | 52° 22' 35" NB, 4° 53' 24" OL | 1549   | Meer afbeeldingen                                                                               |
| Dubbel huis met gevel onder lijst met consoles deur en stoephekken | Gebouw                    | eerste kwart 17e eeuw            |                        | Herengracht 111        | 52° 22' 35" NB, 4° 53' 23" OL | 1550   | Meer afbeeldingen                                                                               |
| Pand, waarvan de gevel in typische laat-19e-eeuwse asymmetrie en vrije navolging vertoont                                                                                  | Vergadering en vereniging | 1890                             |                        | Herengracht 115        | 52° 22' 35" NB, 4° 53' 23" OL | 1551   | Meer afbeeldingen                                                                               |
| Vijf vensterassen breed pand | Handel en kantoor         | derde kwart 19e eeuw             |                        | Herengracht 119        | 52° 22' 34" NB, 4° 53' 22" OL | 1552   | Vijf vensterassen breed pand                                                                    |
| Dubbel huis met verbouwde, gepleisterde gevel onder rechte lijst | Bedrijfs-,fabriekswoning  | ca. 1625                         |                        | Herengracht 125A       | 52° 22' 33" NB, 4° 53' 22" OL | 1553   | Dubbel huis met verbouwde, gepleisterde gevel onder rechte lijst                                |
| Dubbel huis waarvan de gepleisterde lijstgevel thans een vroeg-negentiende-eeuws karakter heeft                                                                            | Woonhuis                  | mogelijk derde kwart 17e eeuw    |                        | Herengracht 127A       | 52° 22' 33" NB, 4° 53' 21" OL | 1554   | Dubbel huis waarvan de gepleisterde lijstgevel thans een vroeg-negentiende-eeuws karakter heeft |
| Hoekhuis met klokgevel | Woonhuis                  | 17e/18e eeuw                     |                        | Herengracht 131        | 52° 22' 32" NB, 4° 53' 21" OL | 1555   | Meer afbeeldingen                                                                               |
| Pand met gevel onder rechte lijst met consoles | Gebouw                    | laatste kwart 18e eeuw           |                        | Herengracht 135        | 52° 22' 32" NB, 4° 53' 21" OL | 1556   | Meer afbeeldingen                                                                               |
| Pand met halsgevel met twee oeils-de-boeuf | Gebouw                    | eerste kwart 18e eeuw            |                        | Herengracht 137        | 52° 22' 32" NB, 4° 53' 20" OL | 1557   | Meer afbeeldingen                                                                               |
| Pand met halsgevel met vleugelstukken onder guirlandes van zeer bijzonder ontwerp en twee oeils-de-boeuf                                                                   | Gebouw                    | 1665                             |                        | Herengracht 139        | 52° 22' 32" NB, 4° 53' 20" OL | 1558   | Meer afbeeldingen                                                                               |
| Pand met gevel onder rechte lijst met empire-deur | Gebouw                    | 18e/19e eeuw                     |                        | Herengracht 147        | 52° 22' 31" NB, 4° 53' 20" OL | 1559   | Meer afbeeldingen                                                                               |
| Pakhuis met klokgevel | Gebouw                    | 1757                             |                        | Herengracht 155        | 52° 22' 30" NB, 4° 53' 19" OL | 1560   | Meer afbeeldingen                                                                               |
| Pakhuis met klokgevel en houten pui | Woonhuis                  | laatste kwart 18e eeuw           |                        | Herengracht 157A       | 52° 22' 30" NB, 4° 53' 19" OL | 1561   | Meer afbeeldingen                                                                               |
| Pand met gevel onder rechte lijst | Gebouw                    | 18e/19e eeuw                     |                        | Herengracht 159        | 52° 22' 30" NB, 4° 53' 19" OL | 1562   | Meer afbeeldingen                                                                               |
| Pand met halsgevel | Gebouw                    | eerste kwart 18e eeuw            |                        | Herengracht 163        | 52° 22' 30" NB, 4° 53' 19" OL | 1563   | Meer afbeeldingen                                                                               |
| Pand met klokgevel | Woonhuis                  | derde kwart 18e eeuw             |                        | Herengracht 161        | 52° 22' 30" NB, 4° 53' 19" OL | 1564   | Meer afbeeldingen                                                                               |
| Huis, vanwege de zandstenen onderdelen van de klokvormige topgevel | Gebouw                    | tweede kwart 18e eeuw            |                        | Herengracht 165        | 52° 22' 30" NB, 4° 53' 18" OL | 1565   | Huis, vanwege de zandstenen onderdelen van de klokvormige topgevel                              |
| Pand met halsgevel | Gebouw                    | eerste kwart 18e eeuw            |                        | Herengracht 171A       | 52° 22' 29" NB, 4° 53' 18" OL | 1566   | Pand met halsgevel                                                                              |
| Pand met gevel onder rechte lijst | Gebouw                    | 17e/18e eeuw                     |                        | Herengracht 173        | 52° 22' 29" NB, 4° 53' 17" OL | 1567   | Pand met gevel onder rechte lijst                                                               |
| Pand met pilastergevel met pui en rollagentop | Gebouw                    | 17e/18e/19e eeuw                 |                        | Herengracht 175        | 52° 22' 28" NB, 4° 53' 17" OL | 1568   | Meer afbeeldingen                                                                               |
| Verbouwd huis | Gebouw                    | 1633 (kern) 18e/19e eeuw         |                        | Herengracht 177        | 52° 22' 28" NB, 4° 53' 17" OL | 1570   | Verbouwd huis                                                                                   |
| Bankgebouw met hek in een berlagiaans getinte variant van de Nieuwe Kunst                                                                                                  | Handel en kantoor         | 1900-1902                        | C.B. Posthumus Meyjes  | Herengracht 179A t/m C | 52° 22' 28" NB, 4° 53' 17" OL | 518339 | Meer afbeeldingen                                                                               |
| Kantoorgebouw | Handel en kantoor         | 1917-1919                        |                        | Herengracht 199        | 52° 22' 26" NB, 4° 53' 16" OL | 518342 | Kantoorgebouw                                                                                   |
| Pand met gevel met grote trappen in late hendrik de keyser trant | Gebouw                    | ca. 1625                         |                        | Herengracht 203        | 52° 22' 26" NB, 4° 53' 15" OL | 1569   | Meer afbeeldingen                                                                               |
| Pand met gevel onder rechte lijst met consoles waarvan de attiek is verdwenen                                                                                              | Gebouw                    | tweede kwart 18e eeuw            |                        | Herengracht 209        | 52° 22' 25" NB, 4° 53' 15" OL | 1571   | Meer afbeeldingen                                                                               |
| Hoekhuis met halsgevel en een deurpartij in omlijsting en met gebeeldhouwde trapvensters in- en een stoephek tegen de zijgevel                                             | Gebouw                    | 18e/19e eeuw                     |                        | Herengracht 211        | 52° 22' 25" NB, 4° 53' 15" OL | 1572   | Meer afbeeldingen                                                                               |
| Hoekhuis, gepleisterde voorgevel onder rechte lijst met consoles en houten opzetstukje                                                                                     | Werk-woonhuis             | 17e/19e eeuw                     |                        | Herengracht 82         | 52° 22' 37" NB, 4° 53' 22" OL | 1725   | Meer afbeeldingen                                                                               |
| Pand met trapgevel, versierd met kleine blokjes | Gebouw                    | eerste kwart 17e eeuw            |                        | Herengracht 84         | 52° 22' 37" NB, 4° 53' 22" OL | 1726   | Meer afbeeldingen                                                                               |
| Pand met gevel onder klokvormige top | Gebouw                    | 17e/18e eeuw                     |                        | Herengracht 86         | 52° 22' 36" NB, 4° 53' 22" OL | 1727   | Meer afbeeldingen                                                                               |
| Pand met gevel onder gesneden verhoogde lijst | Gebouw                    | 18e/19e eeuw                     |                        | Herengracht 90A        | 52° 22' 36" NB, 4° 53' 21" OL | 1728   | Meer afbeeldingen                                                                               |
| Pand met gevel onder rechte lijst met consoles en attiek | Gebouw                    | tweede kwart 18e eeuw            |                        | Herengracht 92         | 52° 22' 36" NB, 4° 53' 21" OL | 1729   | Meer afbeeldingen                                                                               |
| Pand met gevel onder rechte lijst met consoles en attiek | Gebouw                    | 18e eeuw                         |                        | Herengracht 94         | 52° 22' 36" NB, 4° 53' 21" OL | 1730   | Meer afbeeldingen                                                                               |
| Pand met vierraamsgevel onder rechte lijst met gesneden fronton en consoles                                                                                                | Gebouw                    | 17e/18e/19e eeuw                 |                        | Herengracht 96A        | 52° 22' 36" NB, 4° 53' 21" OL | 1731   | Meer afbeeldingen                                                                               |
| Pand met gevel onder rechte lijst | Woonhuis                  | 18e/19e eeuw                     |                        | Herengracht 98A        | 52° 22' 35" NB, 4° 53' 21" OL | 1732   | Meer afbeeldingen                                                                               |
| Pand met gevel met grote trappen, grote boogblokken en gevelsteen | Gebouw                    | tweede kwart 17e eeuw            |                        | Herengracht 100        | 52° 22' 35" NB, 4° 53' 20" OL | 1733   | Meer afbeeldingen                                                                               |
| Huis met gevel onder rechte lijst | Woonhuis                  | 17e/19e eeuw                     |                        | Herengracht 102A       | 52° 22' 35" NB, 4° 53' 20" OL | 1734   | Meer afbeeldingen                                                                               |
| Pand met vierraamsgevel onder rechte lijst waarop attiek | Gebouw                    | 18e/19e eeuw                     |                        | Herengracht 104        | 52° 22' 35" NB, 4° 53' 20" OL | 1735   | Meer afbeeldingen                                                                               |
| Pand met gevel onder rechte lijst met triglyfen en consoles | Gebouw                    | 18e eeuw                         |                        | Herengracht 106        | 52° 22' 34" NB, 4° 53' 20" OL | 1736   | Meer afbeeldingen                                                                               |
| Pand met gevel onder rechte lijst met consoles met louis | Gebouw                    | laatste kwart 18e eeuw           |                        | Herengracht 108A       | 52° 22' 34" NB, 4° 53' 19" OL | 1737   | Meer afbeeldingen                                                                               |
| Pand met gevel onder rechte lijst met consoles | Woonhuis                  | ca. 1750                         |                        | Herengracht 108A       | 52° 22' 34" NB, 4° 53' 19" OL | 1738   | Pand met gevel onder rechte lijst met consoles                                                  |
| Pand met gevel onder lijst met dakvenster en balustrade | Gebouw                    | 18e/19e eeuw                     |                        | Herengracht 112        | 52° 22' 34" NB, 4° 53' 19" OL | 1739   | Meer afbeeldingen                                                                               |
| Pand met gevel onder rijk gesneden lijst en attiek met deur en omlijsting uit dezelfde tijd, doch neo-louis XV/empire snijraam                                             | Gebouw                    | ca. 1750                         |                        | Herengracht 114        | 52° 22' 34" NB, 4° 53' 19" OL | 1740   | Meer afbeeldingen                                                                               |
| Pand met gevel onder verhoogde lijst met consoles | Handel en kantoor         | 18e/19e eeuw                     |                        | Herengracht 116        | 52° 22' 33" NB, 4° 53' 19" OL | 1741   | Meer afbeeldingen                                                                               |
| Pand met gevel onder rechte lijst | Woonhuis                  | 18e/19e eeuw                     |                        | Herengracht 118A       | 52° 22' 33" NB, 4° 53' 19" OL | 1742   | Meer afbeeldingen                                                                               |
| Pand met gevel met grote trappen in late hendrik de keyser-trant waarvan de benedenhelft met deurpartij                                                                    | Gebouw                    | ca. 1625                         |                        | Herengracht 120        | 52° 22' 33" NB, 4° 53' 18" OL | 1743   | Meer afbeeldingen                                                                               |
| Pand met klokgevel met deur en snijraam | Gebouw                    | ca. 1750                         |                        | Herengracht 122        | 52° 22' 33" NB, 4° 53' 18" OL | 1744   | Meer afbeeldingen                                                                               |
| Dubbel huis met gevel onder rechte lijst met consoles en dakvenster, evenals de deur- en vensteromlijstingen                                                               | Gebouw                    | 17e/19e eeuw                     |                        | Herengracht 130        | 52° 22' 32" NB, 4° 53' 17" OL | 1745   | Meer afbeeldingen                                                                               |
| Pand met zesraamsgevel onder louis | Gebouw                    |                                  |                        | Herengracht 132        | 52° 22' 31" NB, 4° 53' 17" OL | 1746   | Meer afbeeldingen                                                                               |
| Pand met zandstenen gevel met rechte lijst met consoles en gebeeldhouwde attiek                                                                                            | Gebouw                    | 18e/19e eeuw                     |                        | Herengracht 134        | 52° 22' 31" NB, 4° 53' 17" OL | 1747   | Meer afbeeldingen                                                                               |
| Pand met gevel onder gesneden rechte lijst met consoles en gesneden hijsbalk                                                                                               | Gebouw                    | ca. 1800                         |                        | Herengracht 136        | 52° 22' 31" NB, 4° 53' 17" OL | 1748   | Meer afbeeldingen                                                                               |
| Pand met halsgevel | Gebouw                    | eerste kwart 18e eeuw            |                        | Herengracht 140        | 52° 22' 31" NB, 4° 53' 16" OL | 1749   | Meer afbeeldingen                                                                               |
| Pand met gevel onder verhoogde lijst | Werk-woonhuis             | eerste helft 18e eeuw            |                        | Herengracht 146        | 52° 22' 30" NB, 4° 53' 16" OL | 1751   | Meer afbeeldingen                                                                               |
| Pand met halsgevel | Werk-woonhuis             | eerste helft 18e eeuw            |                        | Herengracht 148        | 52° 22' 30" NB, 4° 53' 16" OL | 1752   | Meer afbeeldingen                                                                               |
| Hoekhuis met halsgevel en pothuis tegen de zijgevel | Gebouw                    | ca. 1750                         |                        | Herengracht 150        | 52° 22' 29" NB, 4° 53' 15" OL | 1753   | Meer afbeeldingen                                                                               |
| Pand met trapgevel, versierd met kleine blokjes en een gevelsteen | Gebouw                    | eerste kwart 17e eeuw            |                        | Herengracht 152        | 52° 22' 29" NB, 4° 53' 15" OL | 1754   | Meer afbeeldingen                                                                               |
| Pand met halsgevel | Gebouw                    | eerste helft 18e eeuw            |                        | Herengracht 156        | 52° 22' 28" NB, 4° 53' 14" OL | 1755   | Meer afbeeldingen                                                                               |
| Pand met vierraamsgevel onder rechte lijst met empire deuren en snijramen                                                                                                  | Gebouw                    | eerste kwart 19e eeuw            |                        | Herengracht 158        | 52° 22' 28" NB, 4° 53' 14" OL | 34921  | Meer afbeeldingen                                                                               |
| Pand met hardstenen gevel onder rijk gebeeldhouwde lijst en attiek, met deur- en vensteromlijstingen                                                                       | Gebouw                    | derde kwart 18e eeuw             |                        | Herengracht 160        | 52° 22' 28" NB, 4° 53' 14" OL | 1756   | Meer afbeeldingen                                                                               |
| Pand met gevel onder rechte lijst met consoles | Gebouw                    | tweede kwart 18e eeuw            |                        | Herengracht 162        | 52° 22' 28" NB, 4° 53' 14" OL | 1757   | Meer afbeeldingen                                                                               |
| Pand met vierraams zandstenen gevel met triglyfenlijst en attiek en gebeeldhouwde deuromlijsting                                                                           | Gebouw                    | ca. 1750                         |                        | Herengracht 164        | 52° 22' 28" NB, 4° 53' 13" OL | 1758   | Meer afbeeldingen                                                                               |
| Pand met gevel onder gebeeldhouwde verhoogde lijst | Gebouw                    | ca. 1725                         |                        | Herengracht 166        | 52° 22' 27" NB, 4° 53' 13" OL | 1759   | Meer afbeeldingen                                                                               |
| Pand met zandstenen halsgevel | Gebouw                    | 1638 (bouw) ca. 1730 (gewijzigd) | Philips Vingboons      | Herengracht 168        | 52° 22' 27" NB, 4° 53' 13" OL | 1760   | Meer afbeeldingen                                                                               |
| Huis met pillastergevel | Gebouw                    | 1622                             | Hendrik de Keyser      | Herengracht 170        | 52° 22' 27" NB, 4° 53' 13" OL | 1761   | Meer afbeeldingen                                                                               |
| Huis met pillastergevel | Gebouw                    | 1622                             | Hendrik de Keyser      | Herengracht 172        | 52° 22' 27" NB, 4° 53' 13" OL | 1762   | Meer afbeeldingen                                                                               |
| Pand met hardstenen gevel onder klossenlijst, met stoep, stoeppalen en deurpartij                                                                                          | Gebouw                    | ca. 1800                         |                        | Herengracht 174        | 52° 22' 26" NB, 4° 53' 13" OL | 1763   | Meer afbeeldingen                                                                               |
| Pand met smalle gepleisterde gevel onder rechte lijst met consoles, dakkapel en balustrade                                                                                 | Gebouw                    | ca. 1800                         |                        | Herengracht 176        | 52° 22' 26" NB, 4° 53' 12" OL | 1764   | Meer afbeeldingen                                                                               |
| Pand met gevel onder rijk gesneden rechte lijst met deurpartij uit dezelfde tijd en vier stoeppalen                                                                        | Gebouw                    | begin 19e eeuw                   |                        | Herengracht 178        | 52° 22' 26" NB, 4° 53' 12" OL | 1765   | Meer afbeeldingen                                                                               |
| Pand met gevel onder rechte lijst met consoles en attiek | Gebouw                    | 18e/19e eeuw                     |                        | Herengracht 180        | 52° 22' 26" NB, 4° 53' 12" OL | 1766   | Meer afbeeldingen                                                                               |
| Dubbel huis met fijn gelede zandstenen louis | Gebouw                    | 1772                             |                        | Herengracht 182        | 52° 22' 26" NB, 4° 53' 12" OL | 1767   | Meer afbeeldingen                                                                               |
| Winkel- en woningcomplex | Gebouw                    | 1897                             | H.P.Berlage en H.Bonda | Herengracht 184        | 52° 22' 25" NB, 4° 53' 12" OL | 1768   | Meer afbeeldingen                                                                               |